# Vallecorsa
Vallecorsa là một đô thị ở tỉnh Frosinone trong vùng Lazio, có vị trí cách khoảng 90 km về phía đông nam của Roma và khoảng 20 km về phía nam của Frosinone. Tại thời điểm ngày 31 tháng 12 năm 2004, đô thị này có dân số 3.024 người và diện tích là 39,7 km².
Vallecorsa giáp các đô thị: Amaseno, Castro dei Volsci, Fondi, Lenola, Monte San Biagio.